# Amphiphasma occipitale
Amphiphasma occipitale är en insektsart som först beskrevs av Carl 1913.  Amphiphasma occipitale ingår i släktet Amphiphasma och familjen Anisacanthidae. Inga underarter finns listade i Catalogue of Life.